# 橋本聡 (医師)
橋本 聡（はしもと さとし、1979年2月17日 - ）は、日本の医師。福島県出身、東京都港区 スキンリファインクリニック広尾院長。日本美容外科学会認定、美容外科専門医。

## 概要
高校卒業後、大学進学のために上京。日本医科大学医学部卒業後、日本医科大学形成外科入局。その後は会津中央病院形成外科、日本医科大学付属病院形成外科・美容外科、西部総合病院形成外科などで医師として勤務し、2014年にスキンリファインクリニック広尾開業、院長就任。
のちに改組され、スキンインフィニティクリニックとなり、代表者を続投。
東京外科クリニックの代表者大橋直樹とは医学部学生時代の学友。キッズドクター体験の企画など共に励み日本の医療の未来を見つめた。
美容医療の学会などでの業績多数。

## 略歴
- 2004年：日本医科大学医学部卒業
- 2004年：日本医科大学形成外科入局
- 2006年：会津中央病院形成外科勤務
- 2007年：会津中央病院形成外科部長
- 2008年：日本医科大学付属病院形成外科・美容外科助教
- 2009年：西部総合病院形成外科勤務
- 2014年：スキンリファインクリニック広尾開業院長就任

## 出演
- 私結婚できないんじゃなくて、しないんです（TBS）：医療監修・美容皮膚科技術指導
- 日経プラスワンをみてみよう（BSジャパン）：コメント出演
- 絶対零度（フジテレビ）：医療監修担当
- ブスだってI Love you（TBS）：医療監修担当
- スカッとジャパン（フジテレビ）：医療監修担当
- 美St（光文社）：出演
- KIREI（サルソニード）：記事監修
- ドクターカルテ（サンケイリビング）：連載

## 所属・資格等
- 日本美容外科学会 認定美容外科専門医
- ダーマペンワールド社公認 Dermapen4技術指導医
- Endymed社公認 Endymed PRO技術指導医
- CLASSYS社公認 Ultraformer3技術指導医、CLATUUα技術指導医
- Professional Dietetics社公認 suneKOS日本統括指導医